# جونيور فيليكس مادرايغال
جونيور فيليكس مادرايغال (بالإسبانية: Junior Madrigal) هو لاعب كرة قدم مكسيكي في مركز حراسة المرمى، ولد في 2 يونيو 1982 في موريليا في المكسيك. لعب مع نادي كارابوبو.